# Bateria B-44-5

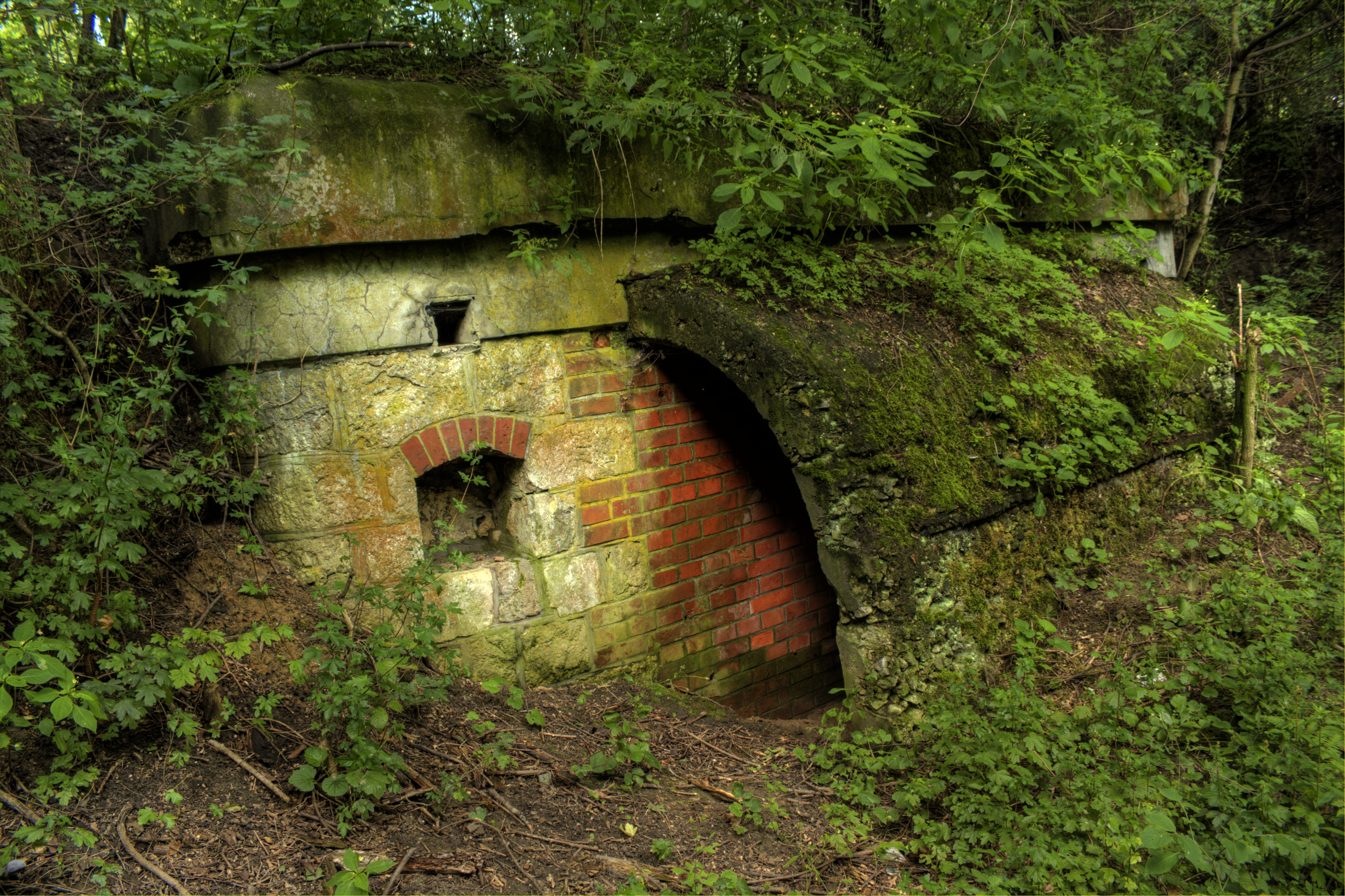
Bateria B3 Tonie - wejście do schronu

Bateria B-44-5 (dawn. B3 Tonie) – znajduje się w północno-zachodniej części III pierścienia Twierdzy Kraków, na terenie dawnej wsi Tonie, poza zasięgiem jej zabudowy, tuż obok ul. Łokietka – dawnej lokalnej drogi wiodącej od Toń poprzez Szydło i Trojadyn do ówczesnej komory celnej w Pokrątce (dziś jest to droga Tonie–Giebułtów), w odległości ok. 700 metrów od skrzyżowania ul. Łokietka z ul. Gaik i Na Zielonki. Zbudowano ją na opadającym łagodnie (w kierunku południowo-zachodnim) stoku wzgórza, na którego szczycie znajdował się fort pancerny główny 44 „Tonie”. Czoło baterii przebiega równolegle do krawędzi północno-zachodniego zbocza doliny Sudołu Białoprądnickiego. Na stoku wzgórza powyżej baterii, w odległości ok. 10 m od niej, usypano ponadto niewielki szaniec dla piechoty (niem. Infanterieannex).
Bateria miała współpracować z pobliskim fortem 44 „Tonie”, w skład grupy którego wchodziła. Jej głównym zadaniem było kontrolowanie ogniem rejonu Modlniczka–Tomaszowice–Szyce–Giebułtów, ze szczególnym uwzględnieniem traktu olkuskiego (Wielka Wieś–Szyce–Modlnica–Bronowice Wielkie). Usypaną ją tuż obok istniejącego szańca dla plutonu piechoty (niem. Infanterieannex). Obiekt sklasyfikowano jako baterię stałą do walki dalekiej (niem. Fernkampfbatterie der Sicherheitsarmierung), zdolną do walki w tzw. okresie alarmowym, podczas obsadzania twierdzy przez tzw. załogę bezpieczeństwa. Nieliczne baterie tego typu miały w tym zapewnić fortom minimum wsparcia artylerii ciężkiej. Ogółem w latach 1902-1903 zbudowano w twierdzy 10 baterii stałych tego typu. Wszystkie zlokalizowano w północno-zachodniej i północnej części zewnętrznego pierścienia fortecznego, w sektorach obronnych IV i V.
Zasadniczym tworzywem, z którego zbudowano baterię jest ziemia. Wykonano z niej niemal całość jej form – fosę, wał czołowy, wał szyjowy, pozycję piechoty na lewym barku i nasyp osłonowy na barku prawym, poprzecznice, działobitnie, rampy dla dział itd. Jedyne elementy kubaturowe stanowią trzy schrony, wkomponowane w pierwszą, trzecią i piątą poprzecznicę (licząc od lewego barku i patrząc w kierunku przedpola). Zbudowano je jako niewielkie, jednokondygnacyjne bierne o konstrukcji mieszanej – kamienno-ceglano-stalobetonowej, typowej dla fortyfikacji galicyjskich z lat 1895-1914. Były one przeznaczone wyłącznie do przechowywania podręcznego zapasu amunicji. Dla załogi nie przewidywano budowli kubaturowych w formie stałej. Schrony otrzymały dodane wtórnie (jeszcze w czasach austriackich, przed 1911) cienkościenne, betonowe przelotnie o łukowatym profilu, osłaniające wejścia. Wykonano je w postaci 20 cm warstwy betonu wylanego na profil wykonany z blachy falistej, służącej jako szalunek tracony. Blachą falistą wykończono również partie przyziemia przelotni od strony zewnętrznej. 
Uzbrojenie wg planu z roku 1914 miały stanowić 4 armaty 15 cm wzoru M. 61. Obsadę stanowić miał 1 oficer oraz 58 szeregowych artylerii. 
W roku 1904 zniesiono numery fortów w pierścieniu zewnętrznym i od tego czasu przestał funkcjonować kod B-44-5. W kolejnych latach, jeszcze przed wybuchem I wojny światowej doszło do zmiany numeracji baterii w grupie Tonie. Dotychczasowa bateria B5 otrzymała numer B3. Nosiła odtąd oznaczenie B3 Tonie. 
W roku 1914, już po wybuchu wojny, w wale czołowym i fosie baterii wykonano odcinki rowów strzeleckich z poprzecznicami, połączone z wnętrzem baterii poprzez pierwsze i piąte stanowisko działowe. Poza fosą, równolegle do niej poprowadzono kolejny odcinek rowu bez poprzecznic, spinający oba wymienione odcinki i łączący się następnie z przyległym szańcem dla piechoty. Kolejny odcinek wybiegał od szańca wzdłuż krawędzi skarpy doliny Sudołu w stronę fortu Tonie. Inny rów, również z poprzecznicami, wykopano na zapolu baterii, w kierunku znajdującej się w pewnej odległości za nią drogi polnej. Na bezpośrednim przedpolu  utworzono ciągły pas przeszkód drutowych, łączący je z sąsiednimi dziełami – fortem Tonie na północnym i okopami piechoty na południowym skrzydle. Jednocześnie zrezygnowano z przeszkody drutowej w fosie, przez którą prowadziły teraz rowy dobiegowe. Bateria została w ten sposób przekształcona w punkt oporu piechoty. Działa rozmieszczono w nowej, polowej baterii zbudowanej na jej zapolu, w polach o kilkaset metrów na południowy zachód. Ponieważ nowa polowa bateria przejęła od starej jej funkcję w grupie, można domniemywać, że przejęła także jej numer. 
Aneks piechoty wykonano jako dzieło w całości ziemne. W centrum szańca przewidziano miejsce (osłonięte od czoła i z boków grubymi nasypami ziemnymi) na schron pogotowia (niem. Bereitschaftsunterstand), realizowany w fazie mobilizacyjnej. Znane obecnie plany archiwalne nie przekazują żadnych informacji o jego konstrukcji. Można przypuszczać, iż schron miał otrzymać konstrukcję całkowicie drewnianą, z obsypką ziemną wokół ścian i na stropie. Oględziny dzieła nie wykazały jak dotąd istnienia reliktów ścian murowanych (narażonej i bocznych; typowych dla budynków schronowych fortów prowizorycznych z lat 80. XIX w.). Nie można jednak wykluczyć, iż pierwotnie istniały ściany murowane, następnie rozebrane i obecnie nie zachowane bądź zachowane reliktowo, ukryte pod warstwą ziemi obsuniętej ze stoków.
Obsadę aneksu dla piechoty miał stanowić jeden pluton piechoty (1 oficer, 56 szeregowych). Pierwotna obsada miała być liczniejsza i składać się z połowy kompanii piechoty. 